# Synagogue Isaac Ben Walid
 (octobre 2020).
La Synagogue Isaac Ben Walid ( hébreu : בית הכנסת של יצחק בן וואליד   , en arabe : كنيس إسحاق بن الوليد   ) est une synagogue dans le mellah de Tétouan, au Maroc ,,.
La synagogue porte le nom du rabbin Isaac Ben Walid (1777–1870), auteur des deux volumes de Vayomer Yitzhak, le livre sur l'histoire des juifs de Tétouan.

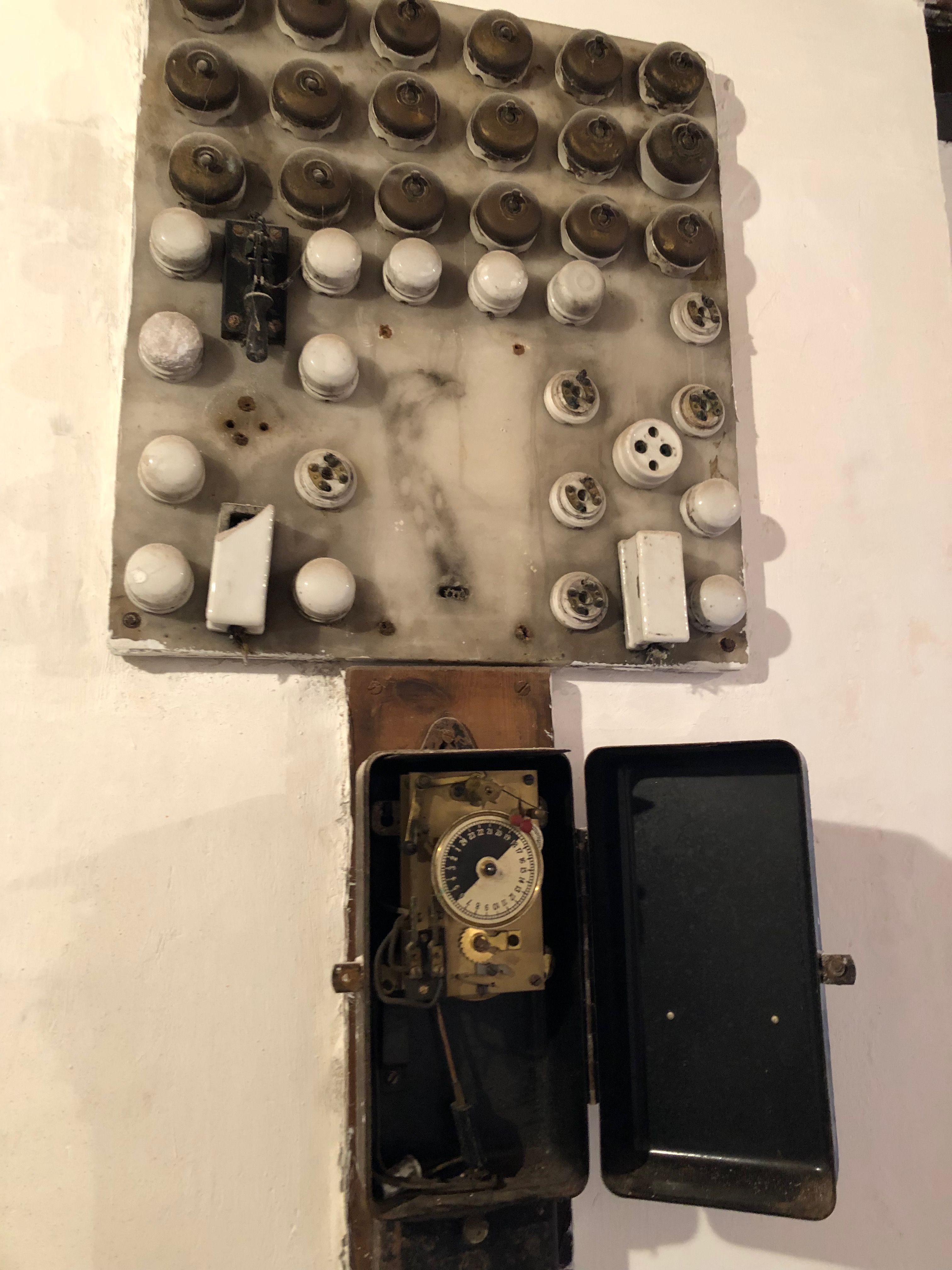
Un appareil à l'intérieur de la synagogue pour contrôler automatiquement les lumières pendant le sabbat.

Le rabbin Isaac Ben Walid était un membre éminent de la communauté juive de Tétouan, qui comptait environ 4200 membres à l'époque.
La synagogue Isaac Ben Walid a été construite dans le nouveau mellah au sud de la médina de Tétouan, à la suite de la décision du sultan Slimane ben Mohammed de construire une grande mosquée à l'emplacement de l'ancien mellah. À l'époque, Tétouan était le cœur de la communauté séfarade au Maroc et elle comptait 16 synagogues,.